# 't Venster (Wageningen)

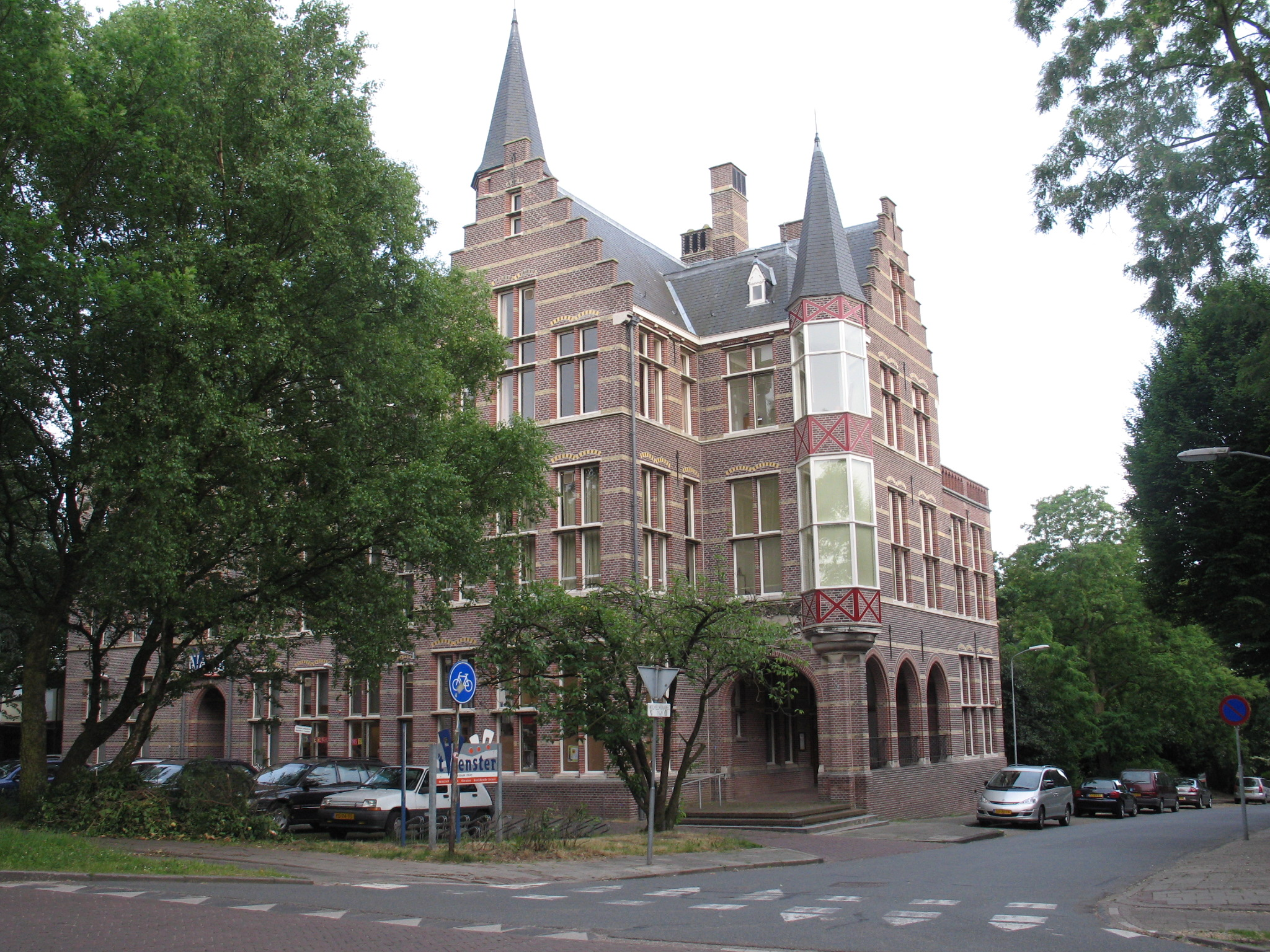
't Venster, Wilhelminaweg 1-5

 't Venster in Wageningen is in 1897 gebouwd als Rijks Hoogere Burgerschool naar een ontwerp van J. van Lokhorst. Tegenwoordig wordt het als centrum voor muziek, dans, theater en beeldende kunst gebruikt. 't Venster bestaat uit drie panden: op nummer 1 het hoofdgebouw; op nummer 3 de conciërgewoning en op nummer 5 het schoolgebouw. De drie panden zijn als rijksmonument beschermd.